# Emmanuel von Mensdorff-Pouilly

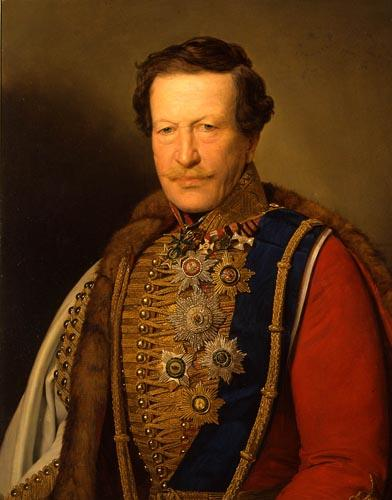
Emmanuel Graf von Mensdorff-Pouilly, kaiserlich-königlicher General der Cavallerie

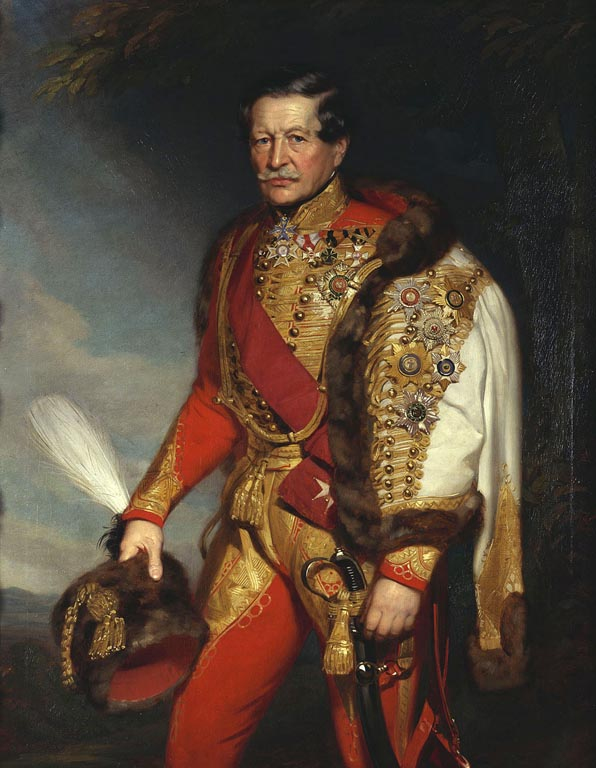
Emmanuel Graf von Mensdorff-Pouilly in k.k. Uniform

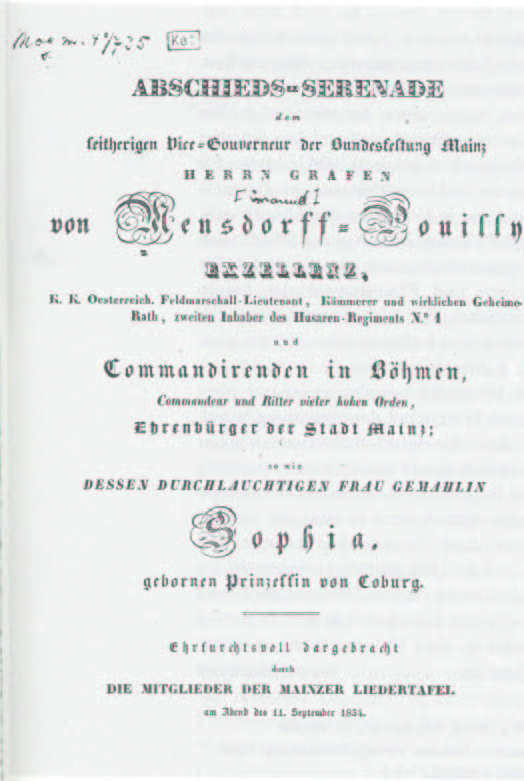
Abschiedsserenade der Mainzer Liedertafel

Graf Emmanuel von Mensdorff-Pouilly (* 24. Januar 1777 in Pouilly; † 28. Juni 1852 in Wien) war österreichischer Feldmarschall-Lieutenant, Vizegouverneur der Festung Mainz, sowie Ehrenbürger der Stadt Mainz.

## Leben

### Familie
Mensdorff-Pouilly ist ein weitverzweigtes aus Lothringen stammendes Adelsgeschlecht und leitet seine Herkunft von der Baronie Pouilly bei Stenay am Fluss Maas ab. Albert Louis de Pouilly (1731–1795) mit seiner Frau Marie-Antoinette, geborene de Custine (1746–1800), emigrierten 1790 zusammen mit ihren Kindern während der Revolution aus Frankreich. Die Söhne Albert (1775–1799, gefallen in Italien) und Emmanuel (1777–1852) nahmen den Namen Mensdorff (nach einer Gemeinde in der Grafschaft Roussy in Luxemburg) an.
Emmanuel Graf von Mensdorff-Pouilly war seit dem 22. Februar 1804 mit Prinzessin Sophie von Sachsen-Coburg-Saalfeld (1778–1835), Tochter des Herzogs Franz von Sachsen-Coburg-Saalfeld verheiratet. Sein Sohn Alexander von Mensdorff-Pouilly war ein österreichischer Staatsmann, österreichischer Außenminister 1864–1866 und Ministerpräsident des Kaisertums Österreich.

### Laufbahn
1793 trat Emmanuel in die österreichische Armee ein und kämpfte als Offizier in den Revolutionskriegen. Er wurde mehrmals im Kampf verwundet, im Gefecht bei Frauenfeld 1799 wurde er so schwer an der rechten Hand verletzt, dass diese zeitlebens behindert blieb. Nach dem Tod des preußischen Prinzen Louis Ferdinand im Gefecht bei Saalfeld gelang es Mensdorff, der sich mit dem Coburger Hof im Saalfelder Schloss befunden hatte, dessen Leichnam bei den Franzosen gegen Zahlung eines großen Geldbetrages auszulösen. Dass die Bergung des „Kriegshelden“ Louis Ferdinand nicht durch einen preußischen Offizier geschah, wurde allerdings in der Berliner Öffentlichkeit als Schmach empfunden.
Im Fünften Koalitionskrieg 1809 wurde er als Oberstleutnant für seine Leistungen mit dem Maria-Theresien-Orden ausgezeichnet. 1810 übernahm er als Oberst das Galizische Ulanen-Regiment „Erzherzog Carl“ Nr. 3. Während der Befreiungskriege wurde Mensdorff auch von Zar Alexander I. hoch dekoriert.
Nachdem er als Generalmajor eine Kavalleriebrigade in Böhmen befehligt hatte, wurde Mensdorff 1824 Festungskommandant der Bundesfestung Mainz und 1829 deren stellvertretender Gouverneur, ein Amt, das er bis 1834 ausübte. Im selben Jahr wurde er zum Ehrenbürger der Stadt ernannt. Anschließend wieder General in Böhmen folgte 1840 die Ernennung zum Vizepräsidenten des Hofkriegsrates, 1848 der Ruhestand.
Im Jahre 1838 erwarb Mensdorff-Pouilly das Herrschaftsgut und Schloss Preitenstein in Westböhmen. Dieses Gut blieb im Eigentum der Mensdorff-Pouillys bis 1945.
Während der Revolution von 1848 wurde der alte Mensdorff als Kommissär nach Prag entsandt, wo er beim Prager Pfingstaufstand vergebens die Ablösung des Stadtkommandanten Fürst Windisch-Graetz forderte, der den Aufstand schließlich blutig niederschlug.

## Nachkommen

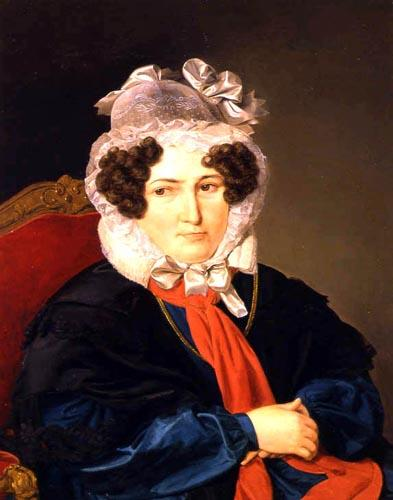
Sophie Friederike (* 1778; † 1835), geb. Prinzessin von Sachsen-Coburg-Saalfeld, Herzogin zu Sachsen, Ehefrau von Emmanuel von Mensdorff-Pouilly

Aus seiner Ehe mit Sophie von Sachsen-Coburg-Saalfeld hatte er sechs Söhne:
- Hugo Ferdinand (1806–1847)
- Alphons (1810–1894), Graf von Mensdorff-Pouilly

⚭ 1. 1843 Gräfin Therese von Dietrichstein-Proskau-Leslie (1823–1856)
⚭ 2. 1862 Gräfin Maria Theresia von Lamberg (1833–1876)
- Carl (1812–1814)
- Alexander (1813–1871), seit 1868 Fürst von Dietrichstein zu Nikolsburg

⚭ 1857 Gräfin Alexandrine Maria von Dietrichstein-Proskau-Leslie (1824–1906)

- Leopold Emanuel (1815–1832)
- Arthur August (1817–1904)

⚭ 1. 1853 (gesch. 1882) Magdalene Kremzow (1835–1899)
⚭ 2. 1902 Gräfin Bianca Albertina von Wickenburg (1837–1912)
Ein heute lebender Nachfahre ist Alfons Mensdorff-Pouilly, österreichischer Großgrundbesitzer und Lobbyist.

## Werke
- Tagebuch des Streifkorps unter Führung des k. k. Oberst Emanuel Grafen von Mensdorff-Pouilly (21. August bis 10. Dezember 1813). Mitteilungen des k.u.k. Kriegs-Archivs, Dritte Folge, III. Band, 1904, S. 251–314.